# 基因驱动

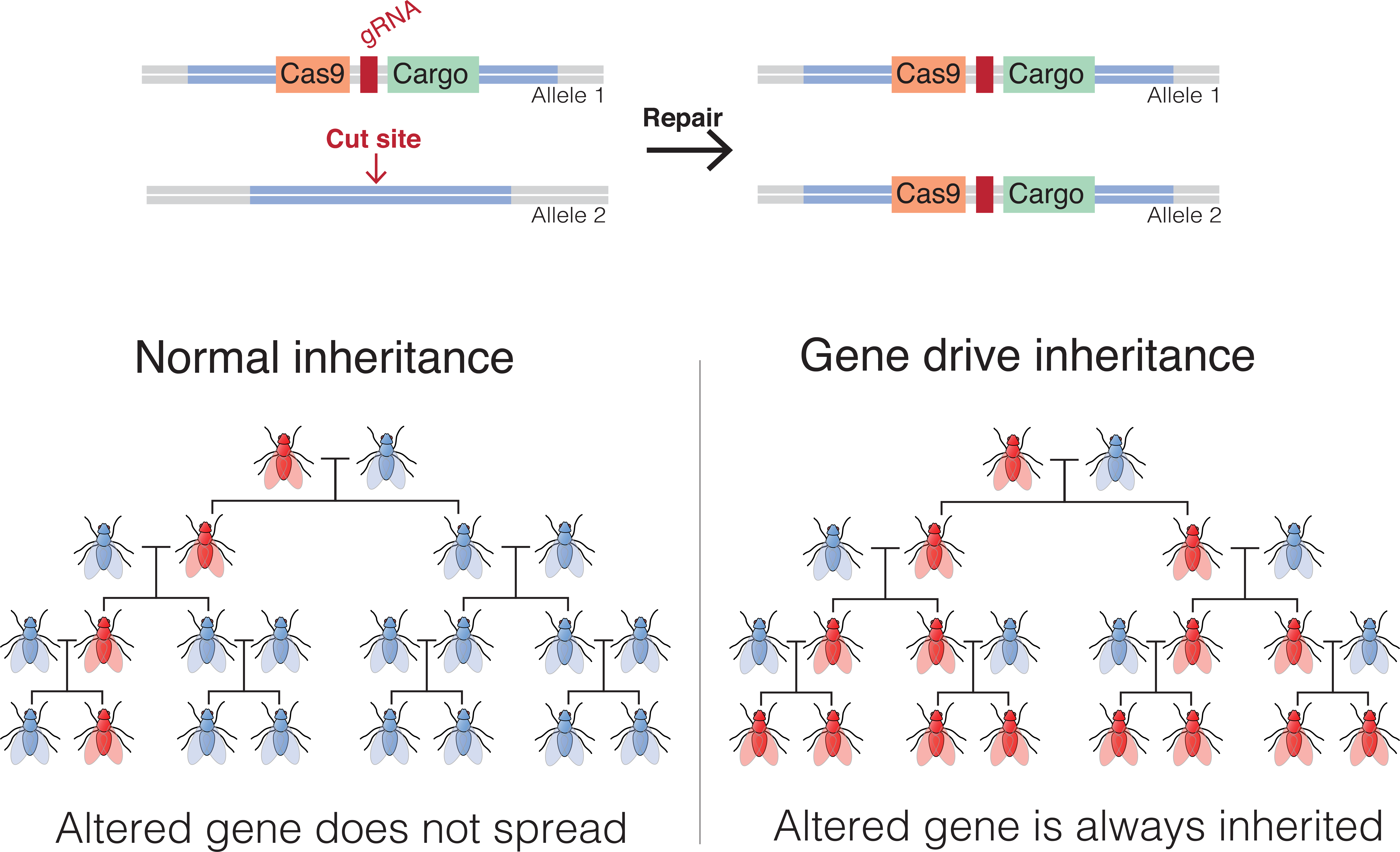

基因驱动是一种基因工程技术，可以通过添加、删除、破坏或修改基因等手段将特定的基因在整个种群中传播。 